# Леонов Петро Васильович
Лео́нов Петро́ Васи́льович  (3 травня 1910–1982) — радянський художник, майстер розпису порцеляни. Заслужений художник РРФСР (1970), член-кореспондент Академії мистецтв СРСР (1973)

## Життєпис
Народився в 1910 році в селі Люте (Орловська область). Художню освіту отримав в Краснодарському архітектурно-художньому інституті (1926—1930).
В період з 1923 по 1941 рр. — головний художник Дульовського порцелянового заводу. Вдруге призначений головним художником з 1950 р.
Отримав Державну премію РРФСР ім. Рєпіна у 1970 р.

## Вибрані твори
- чайний сервіз « Блакитна мережа», 1934
- чайні сервізи «Луки» та «Красуня», 1936
- чайні сервізи «Золотий олень» та «Пісня», 1957
- чайний сервіз «Рожевий птах», 1959
- чайні сервізи «Космос» та « День і ніч», 1961
- чайний сервіз «Лісова казка», 1965
- декоративний комплект «Російська сюїта», 1963
- декоративні комплекти «Суздаль» та «Балада про сонце», 1966
- декоративні блюда «Вирок історії», «Уся Влада Радам !» (1957), «Хто не робе, той не їсть !», "Мир хижкам, війна — палацам ! " (1967)